# Ле Баржи, Шарль
Шарль Ле Баржи́ (фр. Charles Le Bargy; 28 августа 1858, Ла-Шапель — 5 февраля 1936, Ницца) — французский актёр, кинорежиссёр.

## Биография
Родился в Ла-Шапель — в то время пригороде Парижа. Работал как актёр в Комеди Франсез и в 1887—1910 гг. являлся членом совета Комеди Франсез. В 1908 году выступил в качестве режиссёра в фильме Убийство герцога де Гиза кинокомпании Фильм д’ар. Был женат на актрисе Симоне Ле Баржи (Simone le Bargy, в девичестве Бенда (Benda)). Отец актёра и постановщика Жана Дебюкура.

## Фильмография

### как актёр
- 1908 — «Убийство герцога Гиза» / L’Assassinat du duc de Guise
- 1909 — «Тоска» / La Tosca (актёры Сесиль Сорель (Cécile Sorel), Рёнэ Александр (René Alexandre))
- 1909 — «Легенда Сен-Шапель» / La Légende de la Sainte-Chapelle
- 1919 — «Зов предков» / L’Appel du sang
- 1920 — «Итальянский полковник Шабер» / Il Colonnello Chabert
- 1928 — «Мадам Рекамье» / Madame Récamier
- 1931 — «Господин Откёр» / Le Rêve : Monsieur de Hautecoeur

### как режиссёр
- 1908 — «Убийство герцога Гиза» / L’Assassinat du duc de Guise
- 1909 — «Тоска» / La Tosca (актёры Сесиль Сорель (Cécile Sorel), Рёнэ Александр (René Alexandre))
- 1909 — «Возвращение Улисса» / Le Retour d’Ulysse